# Веренд

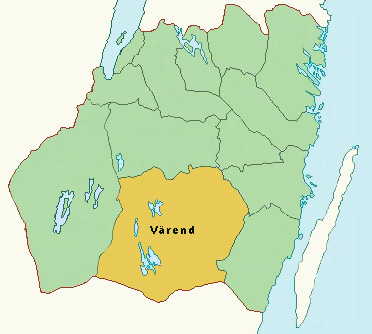
Веренд

Веренд (швед. Värend) – историческая область в Швеции в исторической провинции Смоланд. 
Приблизительно соответствует восточной части современного лена Крунуберг.
Располагалась в южной части Смоланда. Сформировалась в средневековье (около 1050 г.) вокруг Векшё, где проводились местные тинги и ярмарки. С 1170 г. Векшё стал также и местом пребывания епископа. Граница Веренда долго совпадала с границами епархии Векшё.
Соседство Веренда с Данией и резиденция епископа в Векшё делали особым его положение среди остальных частей Смоланда. Область в XIII в. делилась на пять херадов (уездов): Альбу, Чинневальд, Конга, Норрвидинге и Упвидинге. 
В позднее средневековье в Веренде существовали сильные сепаратистские настроения, главным форумом которых стал местный ландстинг. Кульминацией этих настроений стало участие жителей Веренда в восстании Нильса Дакке в 1542-1543 гг., которое было вызвано политикой Густава Васы, нацеленной на усиление центральной власти. 

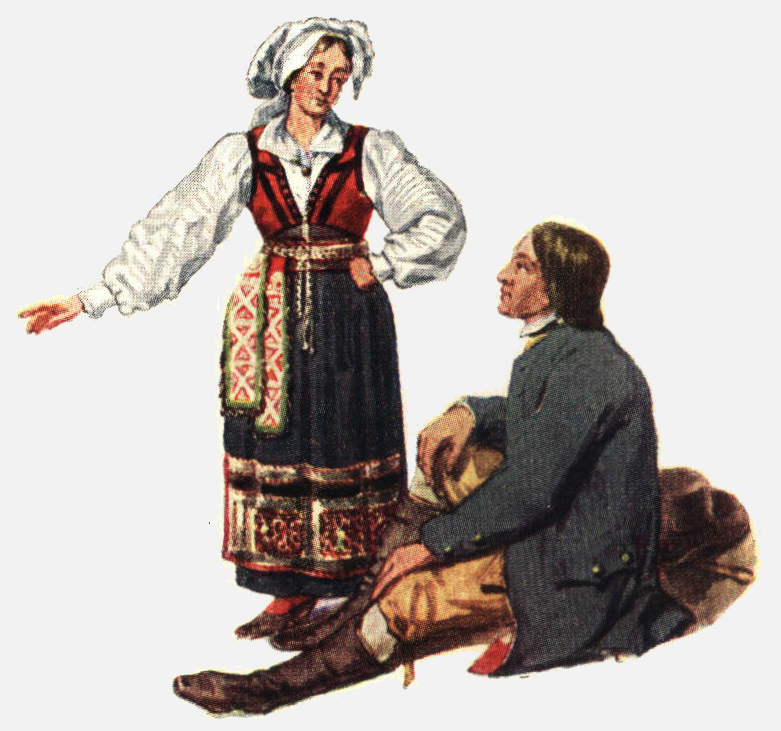
Жители Веренда в национальной одежде

После восстания название «Веренд» исчезло с административно-территориальной карты Швеции.
Относительно происхождения названия области существуют многочисленные мнения, согласно одному из которых «Веренд» означал «богатый людьми край».